# دیوید بوتون
دیوید بوتون (انگلیسی: Davide Bottone؛ زادهٔ ۱۱ آوریل ۱۹۸۶) بازیکن فوتبال اهل ایتالیا است.
از باشگاه‌هایی که در آن بازی کرده‌است می‌توان به باشگاه فوتبال تورینو، باشگاه فوتبال فروزینونه، باشگاه فوتبال ویچنزا، باشگاه فوتبال سی‌اف‌آر کلوژ، و باشگاه فوتبال وارزه اشاره کرد.
وی همچنین در تیم ملی فوتبال زیر ۲۱ سال ایتالیا بازی کرده‌است.